# Davide Schiffer
Davide Schiffer (Verzuolo, 28 gennaio 1928 – Torino, 14 febbraio 2020) è stato un neurologo italiano.

## Biografia
Di famiglia mista (il padre, Alessandro Schiffer [1897-1945] è un ebreo ungherese), Davide vede stravolta la sua tranquilla esistenza di ragazzo prima dalla leggi razziali del 1938 e quindi nel 1944 dall'improvviso arresto e uccisione del padre ad Auschwitz. Decide quindi di unirsi giovanissimo insieme al fratello Ede ai partigiani della IIa brigata Giustizia e Libertà che operano in Val Maira e nelle Langhe, con i quali rimane fino alla fine della guerra.
Completati a Cuneo gli studi liceali interrotti per la guerra, si laureò in medicina e chirurgia all'Università di Torino, specializzandosi poi in clinica delle malattie nervose e mentali. Dopo vari anni trascorsi all'estero come medico e ricercatore (fra cui l'Institut für Hirnforschung di Neustadt in Germania, il Karolinska Institut di Stoccolma, il Bunge Institut di Anversa e vari centri di ricerca statunitensi), al rientro in Italia divenne docente di neurologia all'Università di Torino, di cui fu nominato, dopo il pensionamento, professore emerito.
Vicepresidente della International Society of Neuropathology, socio onorario della Società italiana di neurologia, presidente dell'Associazione Italiana di Neuropatologia e di Neuro-oncologia nonché socio di altre istituzioni scientifiche e culturali italiane e straniere (fra cui la New York Academy of Sciences), diede importanti contributi allo studio delle patologie neurologiche, creando a Torino uno specifico laboratorio di neuropatologia e il Dipartimento di Neuro-oncologia.
Cittadino onorario di Cuneo, oltre che scienziato di fama internazionale fu testimone e narratore delle tragedie dell'Olocausto, nella costante memoria del padre scomparso.

## Opere principali

### Lavori scientifici
- Patologia dei tumori cerebrali (con Armando Fabiani), Il Pensiero Scientifico Editore, Roma, 1970.
- Neuropatologia, Il Pensiero Scientifico Editore, Roma, 1980.
- La malattia del motoneurone. Aspetti di nosografia, patologia ed eziologia (con Paolo Mortara e Adriano Chiò), Liviana Editrice, Padova, 1985.
- Brain Tumor Pathology: Current Diagnostic Hotspots and Pitfalls, Springer-Verlag, Berlin & Heidelberg, 2006.
- Io sono la mia memoria, Centro Scientifico Editore, Torino, 2008.
- Attraverso il microscopio. Neuroscienze e basi del ragionamento clinico, Springer-Verlag Italia, Milano, 2011.
- Brain Tumors. Biology, Pathology and Clinical References (in collaboration with Maria Teresa Giordana, Alessandro Mauro and Riccardo Soffietti), 2nd Revised Edition, Springer-Verlag, Berlin & Heidelberg, 2012 (1st Edition, 1997).
- Il gioco della memoria tra presente e passato, Golem Edizioni, Torino, 2016.
- Mezzo secolo di neuroscienze per una verità che non c'è, Golem Edizioni, Torino, 2018.

### Opere sull'Olocausto
- Non c'è ritorno a casa... Memorie di vite stravolte dalle leggi razziali, 5 Continents Editions, Milano, 2003 (II edizione, 2008).
- Il crepuscolo degli idoli. Riflessioni in treno su scienza ed esistenza, Golem Edizioni, Torino, 2013.
- Memoria e oblio. Un'analisi fenomenologica degli anni bui del secolo breve, Golem Edizioni, Torino, 2014.

### Autobiografia
- Diario di uno scienziato, 1950-2000, Edizioni del Capricorno, Torino, 2005.